# Balledent
 Balledent  (en occitano Baladent) es una población y comuna francesa, situada en la región de Lemosín, departamento de Alto Vienne, en el distrito de Bellac y cantón de Châteauponsac.

## Demografía
| 373 | 316 | 291 | 266 | 231 | 205 | 209 |
| Para los censos de 1962 a 1999 la población legal corresponde a la población sin duplicidades (Fuente: INSEE [Consultar]) |     |     |     |     |     |     |